# Championnat de Maurice féminin de football
Le championnat de Maurice féminin de football ou Women's Super League est une compétition mauricienne de football féminin.

## Palmarès
| Saison    | Champion           |
| --------- | ------------------ |
| 2002      | AS Port-Louis 2000 |
| 2003      | AS Quatre-Bornes   |
| 2004      | AS Quatre-Bornes   |
| 2005      | AS Quatre-Bornes   |
| 2006      | Résultat inconnu   |
| 2007      | AS Quatre-Bornes   |
| 2008      | AS Quatre-Bornes   |
| 2009-2014 | Résultat inconnu   |
| 2014-2015 | AS Quatre-Bornes   |
| 2016      | AS Quatre-Bornes   |
| 2017      | AS Quatre-Bornes   |
| 2018      | Résultat inconnu   |
| 2019      | Plaisance Spoutnik |